# 下総国の式内社一覧
下総国の式内社一覧（しもうさのくにのしきないしゃいちらん）は、『延喜式』第9巻・第10巻「神名帳上下」（延喜式神名帳）に記載のある神社、いわゆる「式内社」およびその論社のうち、下総国に分類されている神社の一覧。
また『延喜式』神名帳の編纂当時に存在したが同帳に記載の無い神社、いわゆる「式外社」についても付記する。

## 式内社
『延喜式』神名帳では、大社1座1社（名神大社）・小社10座10社の計11座11社を記載。
1）「神名帳」列は、『延喜式 上巻』（大岡山書店、昭和4年、国立国会図書館デジタルコレクション）等における『延喜式』神名帳の記載を基に作成。社名表記は神社史料集成（5を参照）における字体（異体字がある場合には新字体・通用性の高い字体を使用）を基準とした。読みの「-」部分は、「神社」以外で仮名が振られていない部分。「○座」は座数を表し、一座の場合は記載していない。

2）格の「名神大」は名神大社を、「大」は式内大社（名神大社除く）を、「小」は式内小社を意味する。付記は社名とともに記されているもので、一部は「式内社#式内社の社格」を参照。

3）比定社が複数ある場合、最も有力なものを無冠で示し、他の論社には「（論）」を冠した。

4）本来の式内社とは認めがたいものの、式内社を合祀したなどその後継を主張するもの、その他参考の神社には「（参）」を冠した。

| 神名帳             | 神名帳     | 神名帳 | 神名帳           | 比定社                   | 比定社                   | 比定社         | 集成 |
| 社名               | 読み       | 格     | 付記             | 社名                     | 所在地                   | 備考           | 集成 |
| ------------------ | ---------- | ------ | ---------------- | ------------------------ | ------------------------ | -------------- | ---- |
| 香取郡 1座（大）   |            |        |                  |                          |                          |                |      |
| 香取神宮           | カトリノ   | 名神大 | 月次新嘗         | 香取神宮                 | 千葉県香取市香取         | 下総国一宮     |      |
| 千葉郡 2座（並小） |            |        |                  |                          |                          |                |      |
| 寒川神社           | サムカハ   | 小     |                  | （論）二宮神社           | 千葉県船橋市三山         | （下総国二宮） |      |
| 寒川神社           | サムカハ   | 小     | （論）寒川神社   | 千葉県千葉市中央区寒川町 |                          |                |      |
| 蘇賀比咩神社       | ソカヒメノ | 小     |                  | 蘇賀比咩神社             | 千葉県千葉市中央区蘇我町 |                |      |
| 匝瑳郡 1座（小）   |            |        |                  |                          |                          |                |      |
| 老尾神社           | オイヲノ   | 小     |                  | 老尾神社                 | 千葉県匝瑳市生尾         |                |      |
| 印播郡 1座（小）   |            |        |                  |                          |                          |                |      |
| 麻賀多神社         | マカタノ   | 小     |                  | （論）麻賀多神社         | 千葉県成田市台方         |                |      |
| 麻賀多神社         | マカタノ   | 小     | （論）麻賀多神社 | 千葉県成田市船形         |                          |                |      |
| 結城郡 2座（並小） |            |        |                  |                          |                          |                |      |
| 高椅神社           | タカハシ   | 小     |                  | 高椅神社                 | 栃木県小山市高椅         |                |      |
| 健田神社           | タケタ     | 小     |                  | 健田須賀神社             | 茨城県結城市結城         |                |      |
| 岡田郡 1座（小）   |            |        |                  |                          |                          |                |      |
| 桑原神社           | クハハラ   | 小     |                  | 桑原神社                 | 茨城県常総市国生         |                |      |
| 葛飾郡 2座（並小） |            |        |                  |                          |                          |                |      |
| 茂侶神社           | モロノ     | 小     |                  | （論）茂侶神社           | 千葉県流山市三輪野山     |                |      |
| 茂侶神社           | モロノ     | 小     | （論）茂侶神社   | 千葉県松戸市小金原       |                          |                |      |
| 茂侶神社           | モロノ     | 小     | （論）茂侶神社   | 千葉県船橋市東船橋       |                          |                |      |
| 意富比神社         | オホヒノ   | 小     |                  | 意富比神社               | 千葉県船橋市宮本町       | 船橋大神宮とも |      |
| 相馬郡 1座（小）   |            |        |                  |                          |                          |                |      |
| 蛟蝄神社           | ミツチノ   | 小     |                  | 蛟蝄神社                 | 茨城県北相馬郡利根町立木 |                |      |

1. ↑  2字目は「虫偏に罔」。

## 式外社
『延喜式』神名帳の編纂当時に存在したが、同帳に記載の無い神社。